# Alberto del Río Chaviano
Alberto del Río Chaviano (San Antonio de las Vueltas, 4 luglio 1915 – Miami, 26 aprile 1978) è stato un generale cubano, noto per essere stato il principale esecutore dei ribelli catturati dopo il fallito assalto alla caserma Moncada nel 1953, all'inizio della Rivoluzione cubana.

## Carriera militare
Chaviano iniziò la sua carriera militare come soldato nel 1933 e andò a studiare alla Escuela de Cadetes a El Morro dove si laureò nel 1941 con il grado di sottotenente.
Nel 1948 fu promosso capitano. Il 10 marzo 1952, giorno del colpo di Stato ed elezione a presidente di Fulgencio Batista, fu a capo della guardia rurale a Palma Soriano, nella provincia di Santiago di Cuba.

### La caserma Moncada
Nel 1953, quando ebbe luogo l'assalto alla caserma Moncada, egli era a capo di tale struttura militare, sebbene non fosse presente al momento dell'azione. Verso lei sei di pomeriggio del 26 luglio, insieme ai suoi assistenti principali, mostrò ai giornalisti la zona di combattimento. C'erano più di 40 cadaveri, non vi erano feriti e nessun prigioniero, solo morti. Tra i vari giornalisti c'era Marta Rojas, che osservò durante il reportage che quei ragazzi erano stati torturati e uccisi a colpi di arma da fuoco.
Il cosiddetto "Sciacallo dell'est" per nascondere quella ferocia, aveva ordinato che essi fossero vestiti con nuove uniformi, perché non mostrassero segni di proiettili. I militari gli posero dei fucili vicino. Alla fine della visita, Chaviano ordinò ai fotografi di svuotare le buste da lavoro sul tavolo e lasciare i filmati che avevano appena girato per mostrarle al governo de L'Avana.

### Dopo la Moncada
Dopo la ripresa della Rivoluzione, dopo lo sbarco della Granma sul suolo cubano nel dicembre 1956, il colonnello divenne comandante capo delle forze governative nella operazione Verano. In seguito il colonnello Manuel Ugalde Carrillo sostituì Chaviano come capo delle operazioni nella parte orientale di Cuba.
Chaviano venne designato dal generale Eulogio Cantillo, comandante della zona tra la Carretera Central e Santiago di Cuba e Baracoa e Maisí. Data però l'impossibilità di fermare l'avanzata delle truppe ribelli che operavano lì, comandate da Fidel Castro, Frank Isaac País García e Raúl Castro, il colonnello fu spostato a presidiare la provincia di Villa Clara.
Nel dicembre 1958 comandò la piazzaforte di Colombia, chiedendo più uomini e armi per fermare l'avanzata delle colonne ribelli al comando di Ernesto Che Guevara e Camilo Cienfuegos.
Dopo essersi incontrato con gli altri comandanti militari dell'esercito, riuscì a inviare un treno con 600 uomini di rinforzo, pur sapendo della ormai disperata situazione nel centro del Paese per i fedeli al regime e infatti gli uomini non tornarono.
Quattro giorni prima della caduta del regime di Fulgencio Batista, il 1º gennaio 1959, Chaviano abbandonò Cuba insieme a Antonio Policarpo Ochoa e ripararono a Santo Domingo, nella Repubblica Dominicana.